# O Fortuna

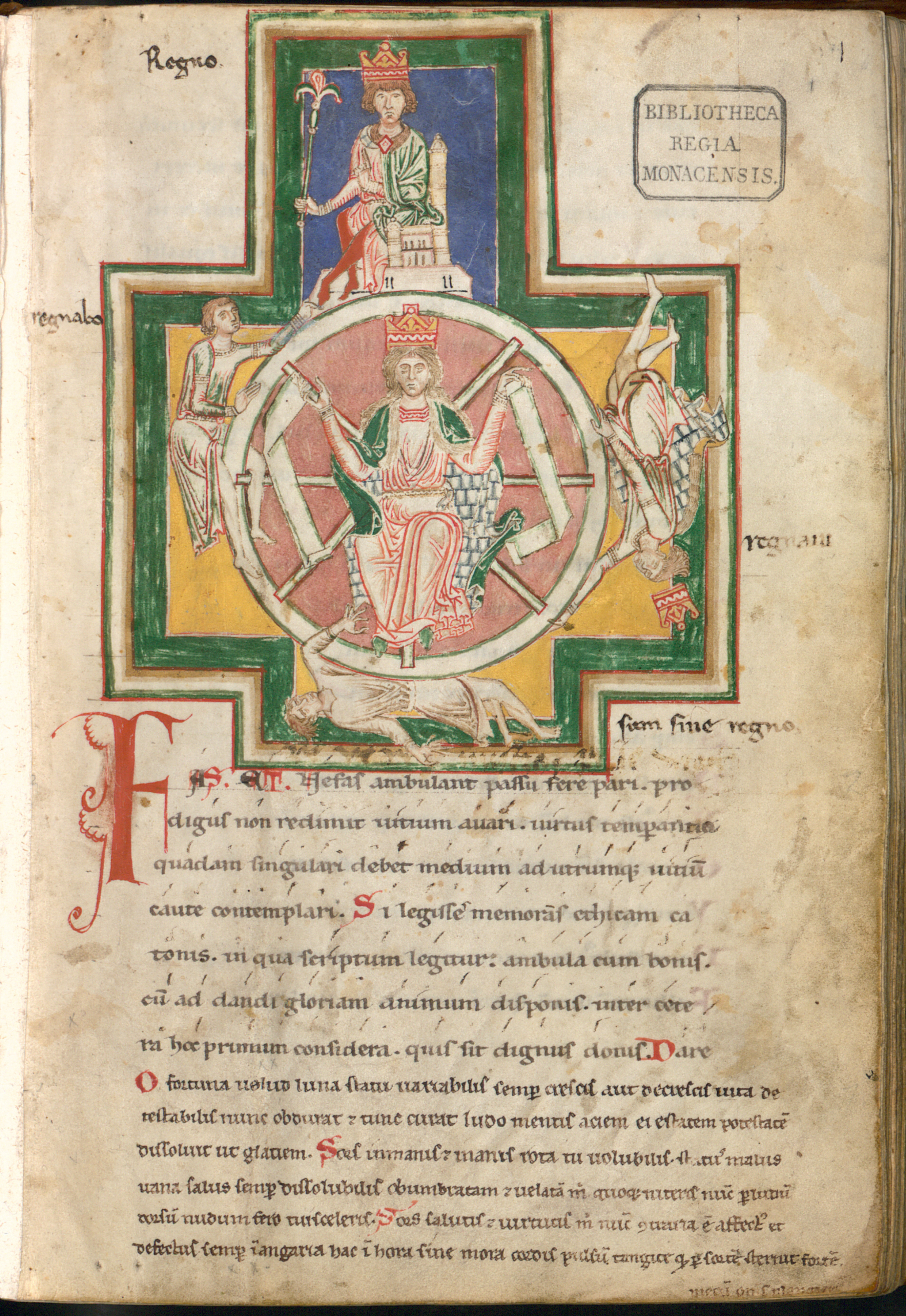
State Library, Munich, Codex Buranus (Carmina Burana) Clm 4660; fol. 1r with the Wheel of Fortune

O Fortuna é um poema que faz parte dos manuscritos de Carmina Burana, criado aproximadamente entre os anos de 1100 e 1200. Este poema é dedicado à Fortuna, deusa romana da sorte e da esperança. O poema foi escrito em latim medieval sem levar a métrica latina clássica; ao invés disso, foi escrito com um estilo originado do alto alemão: o Vagantenlieder, um estilo típico dos goliardos. Sua fama atual em todo o mundo se deve a Carl Orff ter composto a música para este poema e ter colocado como parte de sua cantata Carmina Burana.
| O Fortuna em Latim | Tradução |
| --- | --- |
| O Fortuna* velut luna statu variabilis, semper crescis aut decrescis; vita detestabilis nunc obdurat et tunc curat ludo mentis aciem, egestatem, potestatem dissolvit ut glaciem. Sors immanis et inanis, rota tu volubilis, status malus, vana salus semper dissolubilis, obumbrata et velata mihi quoque niteris; nunc per ludum dorsum nudum fero tui sceleris. Sors salutis et virtutis mihi nunc contraria, est affectus et defectus semper in angaria. Hac in hora sine mora corde pulsum tangite; quod per sortem sternit fortem, mecum omnes plangite! | Ó Sorte és como a Lua variável de estado, sempre aumentas e diminuis; vida detestável ora oprime e ora cura brinca com a mente; a miséria, o poder, ela os funde como gelo. Destino monstruoso e vazio, tu — roda volúvel — és má, vã é a felicidade sempre dissolúvel, sombria e velada também a mim contagias; agora por brincadeira o dorso nu entrego à tua perversidade. A sorte na saúde e virtude agora está contra mim. dá e tira mantendo sempre escravizado. nesta hora sem demora tange a corda vibrante; porque a sorte abate o forte, chorais todos comigo! |

*Os homônimos "fortuna" do latim e do português são cognatos por terem a mesma origem, embora tenham divergido em seus significados. Em latim, fortuna significa "sorte", e fortunae, por sua vez, quer dizer riqueza material.